# Oke Akpoveta
Oke Akpoveta (født 13. december 1991 i Abuja, Nigeria) er en nigeriansk fodboldspiller, der spiller for AFC Eskilstuna i Sverige. Han har tidligere spillet som angriber hos Brøndby IF og Brønshøj BK.

## Tid i Brøndby
Den 9. August 2011 underskrev han en fire år lang kontrakt. Han kom til Brøndby fra nigerianske Warri Wolves F.C.. Debutsæsonen blev desværre spoleret, af en korsbåndsskade han pådrog sig i en reserveholdskamp 6. september 2011 mod FC København efter en duel med Ragnar Sigurdsson og Kim Christensen og efterfølgende måtte bæres fra banen. Efter at have genoptrænet i ti måneder, fik han comeback på førsteholdet 15. juli 2012 mod OB, en kamp hvor han dog kun fik 19 minutter på banen. 
Akpoveta opnåede 24 kampe for Brøndbys førstehold, men nåede aldrig at score for klubben. Den 6. januar 2014 oplyste klubben, at Akpovetas kontrakt var ophævet.